# Мистификация «Исследования обид»
Мистифика́ция «иссле́дования оби́д» (англ. The «Grievance Studies» affair) или Мистификация Сокала² (названа так по аналогии с мистификацией Алана Сокала 1994 года) — это попытка команды учёных в составе Питера Богоссяна (англ. Peter Boghossian), Джеймса А. Линдси (англ. James A. Lindsay) и Хелен Плакроуз (англ. Helen Pluckrose) создать фиктивные научные статьи и подать их в академические журналы с целью продемонстрировать низкий уровень качества редакционной и экспертной оценки в журналах, специализирующихся на различных областях социальных наук. Авторы были нацелены на академические журналы в области исследований культуры и идентичности (например, гендерных исследований). Целью розыгрыша было показать, что идеология в этих темах «давно взяла верх над здравым смыслом».
Проект был остановлен раньше намеченного срока, после того как одна из рукописей команды была подвергнута критике в социальных сетях, а затем её подлинность была поставлена под сомнение на сайте Campus Reform. Обман был публично раскрыт журналисткой Wall Street Journal Джиллиан Кей Мельхиор в начале октября 2018 года.
К моменту раскрытия мистификации четыре статьи были опубликованы, одна опубликованная статья получила награду, три рукописи были на доработке после рецензирования, семь на рассмотрении, шесть отклонено. Так, статья «Наша борьба — моя борьба», заявленная как посвящённая тематике феминизма, прошла оценку рецензентов и редакторов и была принята к публикации журналом Affilia: Journal of Women and Social Work, несмотря на то что представляла собой в незначительной степени отредактированную первую главу из книги «Майн кампф» Адольфа Гитлера, а статья «Человеческие реакции на культуру изнасилования и квир-проявления на городских собачьих площадках в Портленде, штат Орегон» не только была принята к публикации научным журналом о феминистской географии Gender, Place & Culture: A Journal of Feminist Geography, но и признана в числе 12 лучших работ по феминистской географии в выпуске, который был приурочен двадцатипятилетию издания.

## Список подложных статей

### Одобренные и принятые к печати
- Helen Wilson (псевдоним) (2018), Retracted article: Human reactions to rape culture and queer performativity at urban dog parks in Portland, Oregon, Gender, Place & Culture: A Journal of Feminist Geography[англ.], eISSN 1360-0524, ISSN 0966-369X
- Richard Baldwin (заимствованная идентичность) (2018), RETRACTED ARTICLE: Who Are They to Judge? Overcoming Anthropometry and a Framework for Fat Bodybuilding, Fat Studies
- M. Smith (псевдоним) (2018), Going in Through the Back Door: Challenging Straight Male Homohysteria and Transphobia through Receptive Penetrative Sex Toy Use, Sexuality & Culture, eISSN 1936-4822, ISSN 1095-5143
- Richard Baldwin (заимствованная идентичность) (2018), An Ethnography of Breastaurant Masculinity: Themes of Objectification, Sexual Conquest, Male Control, and Masculine Toughness in a Sexually Objectifying Restaurant, Sex Roles[англ.], eISSN 1573-2762, ISSN 0360-0025

### Одобренные, но ещё не принятые к печати
- Richard Baldwin (заимствованная идентичность), When the Joke Is on You: A Feminist Perspective on How Positionality Influences Satire, Hypatia: A Journal of Feminist Philosophy[англ.]
- Carol Miller (псевдоним), Moon Meetings and the Meaning of Sisterhood: A Poetic Portrayal of Lived Feminist Spirituality, Journal of Poetry Therapy
- Maria Gonzalez, and Lisa A. Jones (псевдонимы), Our Struggle is My Struggle: Solidarity Feminism as an Intersectional Reply to Neoliberal and Choice Feminism, Affilia: Journal of Women and Social Work[англ.]

### Отклонённые
- Lisa A. Jones (псевдоним), Rubbing One Out: Defining Metasexual Violence of Objectification Through Nonconsensual Masturbation, Sociological Theory[англ.]
- Carol Miller (псевдоним), My Struggle to Dismantle My Whiteness: A Critical-Race Examination of Whiteness from within Whiteness, Sociology of Race and Ethnicity
- Carol Miller (псевдоним), Queering Plato: Plato's Allegory of the Cave as a Queer-Theoretic Emancipatory Text on Sexuality and Gender, GLQ: A Journal of Gay and Lesbian Studies[англ.]
- Richard Baldwin (заимствованная идентичность), "Pretty Good for a Girl": Feminist Physicality and Women's Bodybuilding, Sociology of Sport Journal[англ.]
- Richard Baldwin (заимствованная идентичность), Grappling with Hegemonic Masculinity: The Roles of Masculinity and Heteronormativity in Brazilian Jiu Jitsu, International Review for the Sociology of Sport[англ.]
- Richard Baldwin (заимствованная идентичность), Hegemonic Academic Bullying: The Ethics of Sokal-style Hoax Papers on Gender Studies, Journal of Gender Studies[англ.]
- Richard Baldwin (заимствованная идентичность), Self-Reflections on Self-Reflections: An Autoethnographic Defense of Autoethnography, Journal of Contemporary Ethnography[англ.]
- Brandon Williams (псевдоним), Masculinity and the Others Within: A Schizoethnographic Approach to Autoethnography, Qualitative Inquiry[англ.]
- Helen Wilson (псевдоним), Rebraiding Masculinity: Redefining the Struggle of Women Under the Domination of the Masculinity Trinity, Signs[англ.]

### Оценки и последующая реакция
В ноябре 2018 года руководство Университета штата Орегон в Портленде (работодателя П. Богоссяна) расценило участие Богоссяна в «исследовании обид» как нарушающее этические нормы и требования, предъявляемые к исследованиям на людях. Исследование поведения рецензентов и редакторов научных журналов, как оказалось, требует их письменного согласия.